# Havlíčkobrodský vikariát
Havlíčkobrodský vikariát je územní společenství 26 farností římskokatolické církve v okolí Havlíčkova Brodu, města v severních částech Kraje Vysočina. Je jedním ze čtrnácti vikariátů, které tvoří Královéhradeckou diecézi České církevní provincie. Okrskovým vikářem je Mgr. Oldřich Kučera, děkan v Havlíčkově Brodě. Je nejjižněji položeným vikariátem diecéze, v rámci které sousedí na severozápadě s vikariátem kutnohorsko-poděbradským, na severovýchodě s vikariátem chrudimským a na západě s vikariátem humpoleckým.
Havlíčkobrodský vikariát patří k nejmladším v diecézi, společně s humpoleckým. Nejprve byly v roce 2000 sloučeny do havlíčkobrodsko-humpoleckého vikariátu a roku 2007 opět rozděleny do samostatných vikariátů. Prvním okrskovým vikářem byl vldp. P. Jan Ladislav Novák, O. Praem.

## Ustanovení vikariátu
- Mgr. Oldřich Kučera – okrskový vikář
- Mgr. Ondřej Špinler – sekretář vikariátu a kaplan pro mládež
- Mgr. Pavel Veith – výpomocný duchovní
- Mgr. Antonín Pavlas – výpomocný duchovní
- Anna Bukovská – vikariátní účetní
- Jan Mašek – stavební technik
- Ivana Čapková – pastorační asistentka[2]

## Farnosti a kostely vikariátu
| Farnost                    | Správce                                                           | Další duchovní ve farnosti | Farní kostel                                      | Další kostely |
| -------------------------- | ----------------------------------------------------------------- | --- | ------------------------------------------------- | --- |
| Čachotín                   | Rudolf Zahálka administrátor excurrendo                           | | Kostel svatého Vavřince, jáhna a mučedníka        | |
| Česká Bělá                 | Rudolf Zahálka farář                                              | Alena Sienská pastorační asistentka | Kostel svatého Bartoloměje                        | |
| Dolní Krupá                | Mgr. Oldřich Kučera administrátor excurrendo in materialibus      | Mgr. PaedDr. Jiří Vojtěch Černý, OMelit. cap. Mag. administrátor excurrendo in spiritualibus                                                                                               | Kostel svatého Víta, mučedníka                    | |
| Golčův Jeníkov             | Mgr. Josef Ziaťko farář                                           | | Děkanský kostel svatého Františka Serafinského    | - Hřbitovní kostel svaté Markéty, panny a mučednice (Golčův Jeníkov) - Kostel Jména Panny Marie (Podmoky) |
| Habry                      | Mgr. Josef Ziaťko administrátor excurrendo                        | | Kostel Nanebevzetí Panny Marie                    | - Kostel svatého Bartoloměje (Chrtníč) - Kostel svatého Bartoloměje (Kněž) |
| Havlíčkova Borová          | Mgr. Daniel Kolář administrátor excurrendo                        | | Kostel svatého Víta, mučedníka                    | |
| Havlíčkův Brod             | Mgr. Oldřich Kučera děkan                                         | Mgr. Ing. Stanislav Jílek Bc.Th. Petr Soukal výpomocní duchovní Bc. Ing. Petr Trefil trvalý jáhen a nemocniční kaplan Mgr. PaedDr. Jiří Vojtěch Černý, OMelit. cap. Mag. bydlí ve farnosti | Děkanský kostel Nanebevzetí Panny Marie           | - Kostel Nejsvětější Trojice (Havlíčkův Brod) - Kostel svaté Kateřiny, panny a mučednice (Havlíčkův Brod) - Hřbitovní kostel svatého Vojtěcha, biskupa a mučedníka (Havlíčkův Brod)                                                              |
| Chotěboř                   | Mgr. Ondřej Špinler děkan                                         | Bc.Th. Petr Zadina farní vikář Bc. Antonína Markéta Bílková Ing. S. M. Baptista Vlasta Nožková, OSF sr. Mgr. Gratia Pavla Štulířová, OSF pastorační asistentky                             | Děkanský kostel svatého Jakuba Staršího, apoštola | - Kostel Nanebevzetí Panny Marie (Dolní Bradlo) - Kostel Povýšení Svatého Kříže (Chotěboř) - Kostel svatého Václava (Heřmaň) - Kostel svatého Jiljí (Libice nad Doubravou) - Kostel svaté Anny (Modletín)                                        |
| Krucemburk                 | ICLic. Mgr. Pavel Seidl děkan-farář                               | | Kostel svatého Mikuláše, biskupa                  | - Kostel svatého Ondřeje (Vojnův Městec) - Kostel svatého Václava (Horní Studenec) |
| Lučice                     | Mgr. Oldřich Kučera administrátor excurrendo                      | Jiří Kadlec trvalý jáhen | Kostel svaté Markéty, panny a mučednice           | |
| Nížkov                     | Mgr. Ing. Zdeněk Sedlák farář                                     | | Kostel svatého Mikuláše, biskupa                  | - Kostel Navštívení Panny Marie (Sirákov) |
| Nová Ves u Chotěboře       | Mgr. Ondřej Špinler administrátor excurrendo                      | | Kostel svatého Jana Nepomuckého                   | |
| Pohled                     | Mgr. Oldřich Kučera administrátor excurrendo                      | | Kostel svatého Ondřeje, apoštola                  | - Kostel svatého Mikuláše (Dlouhá Ves) - Kostel svaté Anny (Pohled) |
| Polná                      | Mgr. Miloš Kolovratník děkan                                      | P. Mgr. Jan Nepomucký Ladislav Novák, OPraem. výpomocný duchovní Jan Kunc trvalý jáhen Bc. Vlasta Klementová pastorační asistentka Mgr. Bohumil Šitavanc bydlí ve farnosti                 | Děkanský kostel Nanebevzetí Panny Marie           | - Kostel svaté Anny (Polná), - Kostel svaté Barbory (Polná) - Kostel svaté Kateřiny (Polná) |
| Přibyslav                  | Mgr. Pavel Sandtner děkan-farář                                   | Mgr. Ing. Zdeněk Sedlák výpomocný duchovní excurrendo Mgr. Eva Bártová pastorační asistentka Mgr. Antonín Pavlas bydlí ve farnosti                                                         | Kostel Narození svatého Jana Křtitele             | - Kostel Nanebevzetí Panny Marie (Nové Dvory) - Kostel svaté Rozálie (Olešenka) - Kostel Nejsvětějšího Srdce Ježíšova (Česká Jablonná) - Kostel svaté Kateřiny Alexandrijské (Stříbrné Hory) - Kostel svatého Michaela archanděla (Žižkovo Pole) |
| Sázavka                    | Mgr. Josef Ziaťko administrátor excurrendo                        | | Kostel Narození svatého Jana Křtitele             | - Kostel Všech svatých (Dobrnice) |
| Skuhrov u Havlíčkova Brodu | Mgr. Oldřich Kučera administrátor excurrendo                      | | Kostel svatého Mikuláše, biskupa                  | |
| Sopoty                     | ICLic. Mgr. Pavel Seidl administrátor excurrendo                  | | Kostel Navštívení Panny Marie                     | |
| Střítež – expozitura       | Mgr. Miloš Kolovratník administrátor excurrendo                   | Jan Kunc trvalý jáhen | Kostel expozitury svatého Floriána                | |
| Svatý Kříž                 | P. Mgr. Jakub Jan Sarkander Med, OPraem. administrátor excurrendo | | Kostel Nalezení Svatého Kříže                     | |
| Šlapanov                   | Mgr. Ing. Stanislav Jílek administrátor excurrendo                | | Kostel svatého Petra a Pavla, apoštolů            | |
| Štoky                      | P. Mgr. Jakub Jan Sarkander Med, OPraem. administrátor excurrendo | | Kostel svatého Jakuba Staršího, apoštola          | - Kostel Povýšení svatého Kříže (Petrovice u Štoků) |
| Uhelná Příbram             | ThMgr. Artur Kamil Różański administrátor excurrendo              | | Kostel svatého Michaela, archanděla               | |
| Velká Losenice             | Mgr. Daniel Kolář farář                                           | Marta Králíčková pastorační asistentka | Kostel svatého Jakuba Staršího, apoštola          | - Kostel Panny Marie Karmelské (Sázava) |
| Vilémov u Golčova Jeníkova | ThMgr. Artur Kamil Różański farář                                 | | Kostel svatého Václava (Klášter)                  | - Kostel svaté Máří Magdaleny (Pařížov) - Kostel svatého Bartoloměje (Heřmanice) |
| Ždírec                     | Mgr. Miloš Kolovratník administrátor excurrendo                   | Jan Kunc trvalý jáhen | Kostel svatého Václava                            | |

## Zaniklé farnosti
V rámci reformy církevní správy byly ve vikariátu některé farnosti slučovány:
- 1. ledna 2006 byly farnosti Horní Studenec[31] a Vojnův Městec[32] sloučeny s farností Krucemburk
- 1. ledna 2008 byly farnosti Heřmaň[33] a Modletín[34] sloučeny s děkanstvím Chotěboř, k němuž o rok později, 1. ledna 2009, přibyla i farnost Libice nad Doubravou[35]